# Lake Marcel-Stillwater (Washington)
Lake Marcel-Stillwater es un lugar designado por el censo ubicado en el condado de King en el estado estadounidense de Washington. En el año 2000 tenía una población de 1.381 habitantes y una densidad poblacional de 413,7 personas por km².

## Geografía
Lake Marcel-Stillwater se encuentra ubicado en las coordenadas 47°41′44″N 121°54′55″O / 47.69556, -121.91528.

## Demografía
Según la Oficina del Censo en 2000 los ingresos medios por hogar en la localidad eran de $61.250, y los ingresos medios por familia eran $61.400. Los hombres tenían unos ingresos medios de $48.750 frente a los $39.306 para las mujeres. La renta per cápita para la localidad era de $23.005. Alrededor del 0,5% de la población estaban por debajo del umbral de pobreza.